# Andrzej Weber (matematyk)
Andrzej Marek Weber – polski matematyk, doktor habilitowany nauk matematycznych. Specjalizuje się w topologii oraz geometrii rozmaitości osobliwych. Adiunkt w Instytucie Matematyki Wydziału Matematyki, Informatyki i Mechaniki Uniwersytetu Warszawskiego oraz pracownik naukowy Instytutu Matematycznego PAN.

## Życiorys
Studia matematyczne ukończył na Uniwersytecie Warszawskim. Stopień doktorski uzyskał w 1995 na podstawie pracy pt. Izomorfizm homologii przecięć i Lp-kohomologii pseudorozmaitości riemannowskich, przygotowanej pod kierunkiem prof. Stefana Jackowskiego. Habilitował się w 2010 na podstawie oceny dorobku naukowego i rozprawy pt. Topologiczne własności odwzorowań rozmaitości algebraicznych.
Swoje prace publikował w takich czasopismach jak m.in. „Journal of Singularities”, „Fundamenta Mathematicae”, „Topology”, „Central European Journal of Mathematics” oraz „Proceedings of the American Mathematical Society”.